# NST Newsタッチ
『NST News タッチ』（エヌエスティーニュースタッチ）は、2020年3月30日からNST新潟総合テレビで放送されているニュース情報番組である。

## 番組概要
2019年4月1日から2020年3月27日までNST新潟総合テレビで放送されていた『NST Live News it!』の平日版の後継番組として、2020年3月30日から放送されている。週末版は引き続き『NST Live News イット!』のタイトルで続行される。
なお、NSTが夕方ローカルニュースタイトルにキー局フジテレビの番組タイトル（2020年9月28日現在は『Live News イット!』）が付け加えられずに独自のタイトルとなるのは1990年9月28日に終了した『NSTワイド6:00』以来29年半ぶりとなる。
キャスターは前番組に引き続き杉本一機、気象予報士の清水祥太が続投し、2007年までNSTアナウンサーで現在はフリーアナウンサーの松村道子が起用された。
2023年度のリニューアルで「NSTみんなのニュース」から8年間メインキャスターを担当した杉本が降板。ジョイスポ担当であった桶屋をフィールドキャスターに昇格させ、テーマカラーも赤からオレンジに変更するなどのリニューアルを行った。

## 放送時間

### 2020年3月30日 - 2020年9月25日
- 月曜 - 金曜：18:14 - 19:00
  - 16:50 - 18:14はフジテレビ『イット!』を放送。

### 2020年9月28日 - 現在
出典：
- 月曜 - 金曜：18:09 - 19:00
  - 15:45 - 18:09はフジテレビ『イット!』を独立番組として放送。また、18:45頃 - 18:55には本番組のコーナー扱いで『イット!』18時台関東ローカルパート内のコーナー「まるっと!→newsまるっと!→取材center24」を同時ネットしている。

## キャスター
○はNST新潟総合テレビアナウンサー、☆は『NST Live News it!』から続投。

### 平日版

#### メインキャスター
- 松村道子（フリーアナウンサー）（2020年3月30日 - ）[注 1]

フィールドキャスター
- 桶屋美圭 ○☆（2020年3月30日 - ）

#### スポーツ
- 斎藤正昂 ○（2023年4月3日 - ）

#### 天気予報
- 石黒菖（気象予報士）（2022年12月 - ）

## 過去のキャスター
| 期間       | 期間       | メインキャスター | メインキャスター | フィールドキャスター | スポーツ           | 天気予報  |
| 期間       | 期間       | 男性             | 女性             | フィールドキャスター | スポーツ           | 天気予報  |
| ---------- | ---------- | ---------------- | ---------------- | -------------------- | ------------------ | --------- |
| 2020.3.30  | 2022.4.1   | 杉本一機☆        | 松村道子         | （不在）             | 桶屋美圭 野澤洋輔☆ | 清水祥太☆ |
| 2022.4.4   | 2022.11.11 | 杉本一機☆        | 松村道子         | （不在）             | 桶屋美圭 野澤洋輔☆ | 木村滉    |
| 2022.11.14 | 2023.3.31  | 杉本一機☆        | 松村道子         | （不在）             | 桶屋美圭 野澤洋輔☆ | 石黒菖    |
| 2023.4.3   | 現在       | （不在）         | 松村道子         | 桶屋美圭             | 斎藤正昂           | 石黒菖    |